# Paroedura vahiny
Paroedura vahiny — вид геконоподібних ящірок родини геконових (Gekkonidae). Ендемік Мадагаскару.

## Поширення й екологія
Paroedura vahiny мешкають на південному заході острова Мадагаскар. Вони живуть у сухих тропічних лісах, на висоті від 30 до 800 м над рівнем моря.